# Храм II (Тикаль)
Храм II (Храм ма́сок, Структура 5D-2) — пирамида, построенная майя в Тикале, на севере Гватемалы. Храм был построен в позднеклассический период в раннеклассическом стиле. Храм II расположен на западной стороне главной площади, напротив Храма I. Храм II был построен правителем Хасав-Чан-Кавилем I в честь супруги, Иш-Лачан-Унен-Мо. Внутри храма на деревянной притолоке и стеле изображена знатная женщина, возможно, сама Иш-Лачан-Унен-Мо, похороненная под Храмом I. Иш-Лачан-Унен-Мо была матерью наследника Икин-Чан-Кавиля, который курировал строительство уже после того, как взошёл на трон.
Вместе с первой экспедицией, организованной в 1848 году, руины Храма масок посетил Модесто Мендес, губернатор департамента Петен, где храм расположен. Предварительные раскопки были начаты в 1958 году. 21 декабря 2012 года более 7000 туристов посетили Тикаль в рамках подготовки к «Концу света» 2012 года, многие из них забирались по ступеням храмов и причинили им ущерб.
Пирамида представляет собой квадратное массивное здание, возведённое в VIII веке нашей эры. Храм масок — самый тщательно и досконально отреставрированный из крупных храмов Тикаля. Его нынешняя высота — 38 метров, оригинальная — 42 метра, включая гребень крыши. Главная лестница имеет ширину 10,4 метра, начинаясь за 7,45 м от основания пирамиды. Величина основания — 37,6 × 41 метр, площадь —1542 м².
В храме нет могилы Иш-Лачан-Унен-Мо. Граффити в храмовом святилище изображают пленника, привязанного к двум столбам над платформой и приносимого в жертву стрелой или копьём. Другие рисунки на стенах содержат изображения храмов. Граффити относятся к классическому и раннему постклассическому периодам истории Месоамерики. Изображения на внутренних стенах испорчены современными надписями. В святилище имеются следы ритуального использования храма в постклассический период, включая захоронения и подношения.

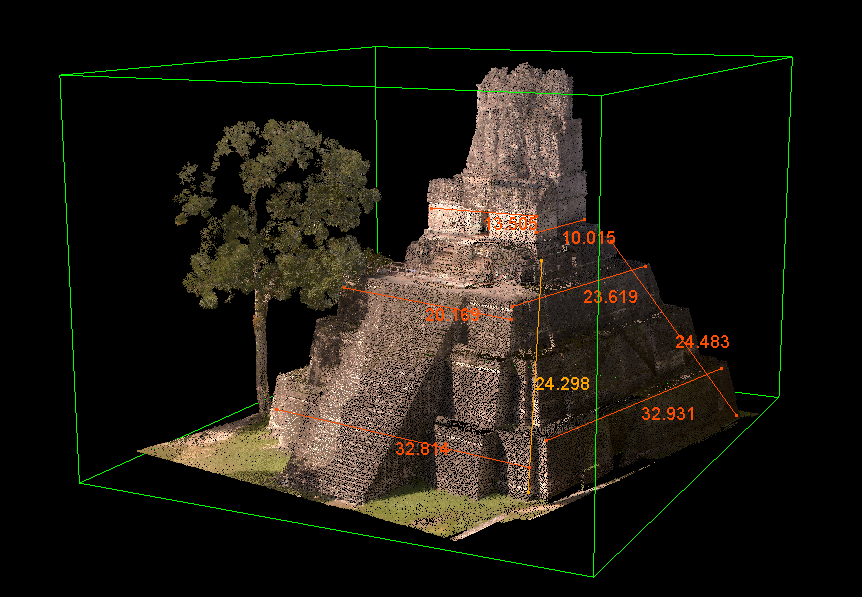
Проекция храма

Пирамида имеет три ступени, на верхней находится святилище. Высота первой ступени — 6,25 метра, второй — 6,1 метра, третьей — 5,6 метра. Общая высота основания храма — 17,9 м, святилище имеет высоту 9,8 метра, а гребень крыши возвышается на 12,3 метра. Верхнюю платформу украшают две сильно разрушенные маски, расположенные по бокам лестницы. Эти маски дали Храму II его второе имя — Храм масок. Прямо перед входом в храм в лестницу встроен объёмный каменный блок. Его предположительное назначение — быть наблюдательной площадкой для главного жреца.
Гребень на крыше затейливо украшен и содержит скульптурное изображение лица с круглыми тоннелями. В гребне находится несколько запечатанных комнат.
В святилище на верху пирамиды расположены три комнаты, их дверные проёмы соединены деревянной притолокой. Над входом в среднюю комнату на притолоке была выполнена резьба. Составлявшие притолоку пять деревянных брусьев выпали со своих мест при раскопках, один из них сохранён в Американском музее естественной истории.
У основания главной лестницы стоит 3,34-метровая стела P-83, не имевшая украшений и надписей. Стела была сломана, но затем восстановлена. Расстояние между основаниями главных лестниц Храма масок и Храма I — 70 метров.